# Obere Papiermühle (Wiesentheid)
Die Obere Papiermühle ist ein Gemeindeteil  von Wiesentheid im unterfränkischen Landkreis Kitzingen. Daneben existiert nahe Feuerbach auch die Untere Papiermühle.

## Geografische Lage
Die Einöde Obere Papiermühle liegt im Nordwesten des Wiesentheider Gemeindegebiets in der Gemarkung Feuerbach am Castellbachzufluss Sambach. Nördlich beginnt mit der Gemarkung von Laub das Gemeindegebiet von Prichsenstadt. Im Osten liegt Wiesentheid und im Südosten beginnt die Gemarkung der Marktgemeinde Rüdenhausen. Südlich liegt Feuerbach. Westlich beginnt in einiger Entfernung das Gebiet von Kleinlangheim mit den Ortsteilen Atzhausen und Pfundmühle.

## Geschichte
Die Obere Papiermühle ist die jüngere der beiden ehemaligen Papiermühlenbetriebe um Feuerbach. Das Handwerk hatte im Jahr 1713 ein Thüringer Papiermacher in das Dorf gebracht. Nachdem die bereits bestehende Heinrichsmühle in eine Papiermühle umgewandelt worden war, entstand im Jahr 1773 mit der Oberen Papiermühle am Sambach ein Konkurrenzunternehmen. Die Mühle, die die castell’schen Behörden mit Papier versorgte, wurde von Wilhelm Eberhard geleitet und fiel im Jahr 1862 der Industrialisierung zum Opfer. Noch heute wird die ehemalige Papiermühle von der Familie Eberhard bewohnt. Die Obere Papiermühle war ein Gemeindeteil der Gemeinde Feuerbach und kam mit deren Eingemeindung im Jahr 1978 zur Marktgemeinde Wiesentheid.